# Association française des opérateurs mobiles
Pour les articles homonymes, voir AFOM.
L'Association française des opérateurs mobiles, couramment abrégée sous l'acronyme Afom, est une association créée en 2002[Où ?] par les trois opérateurs de téléphonie mobile existant en France à l'époque (Bouygues Telecom, Orange France et SFR), avant d'être rejoints à partir de novembre 2005 par neuf des opérateurs virtuels.
Elle fusionne avec la Fédération française des télécoms le 1er janvier 2011.

## Membres parmi les opérateurs virtuels
| Opérateur              | Infrastructure | Date d'entrée |
| ---------------------- | -------------- | ------------- |
| Debitel France         | SFR            | novembre 2005 |
| M6 Mobile              | Orange         | novembre 2005 |
| Breizh Mobile          | Orange         | novembre 2005 |
| Universal Music Mobile | Bouygues       | novembre 2005 |
| Virgin Mobile France   | Orange         | avril 2006    |
| Auchan Telecom         | SFR            | décembre 2006 |
| Carrefour Mobile       | Orange         | décembre 2006 |
| Ten                    | Orange         | décembre 2006 |
| NRJ Mobile             | SFR            | avril 2007    |

## Direction
Association loi de 1901, l'Afom est dirigée par un conseil d'administration, présidé à tour de rôle par chacun des trois membres fondateurs, pour une période de deux ans. Le conseil d'administration a été ouvert à deux personnalités issues de la société civile, Jean-Hervé Lorenzi, président du Cercle des économistes et le philosophe François Ewald.

## Mission
L’Afom se donne pour mission d’accompagner le développement de la téléphonie mobile dans la société et traite des dossiers transversaux de la profession hors toute activité commerciale : lutte contre le vol de mobile, chiffres clés du marché, mobile et santé, mobile et conduite, accessibilité des personnes handicapées à la téléphonie mobile, couverture des zones blanches, etc.